# Выйвар
Выйвар (устар. Вый-Вар) — река в России, протекает по Ханты-Мансийскому району Ханты-Мансийского АО. Устье реки находится в 286 км по левому берегу реки Назым. Длина реки составляет 52 км, площадь водосборного бассейна 549 км². Образуется слиянием рек Ай-Выйвар и Ун-Выйвар. В 9 км от устья по левому берегу реки впадает река Марангиюган.

## Данные водного реестра
По данным государственного водного реестра России относится к Верхнеобскому бассейновому округу, водохозяйственный участок реки — Обь от города Нефтеюганск до впадения реки Иртыш, речной подбассейн реки — Обь ниже Ваха до впадения Иртыша. Речной бассейн реки — (Верхняя) Обь до впадения Иртыша.
Код объекта в государственном водном реестре — 13011100212115200050963.